# 气象站

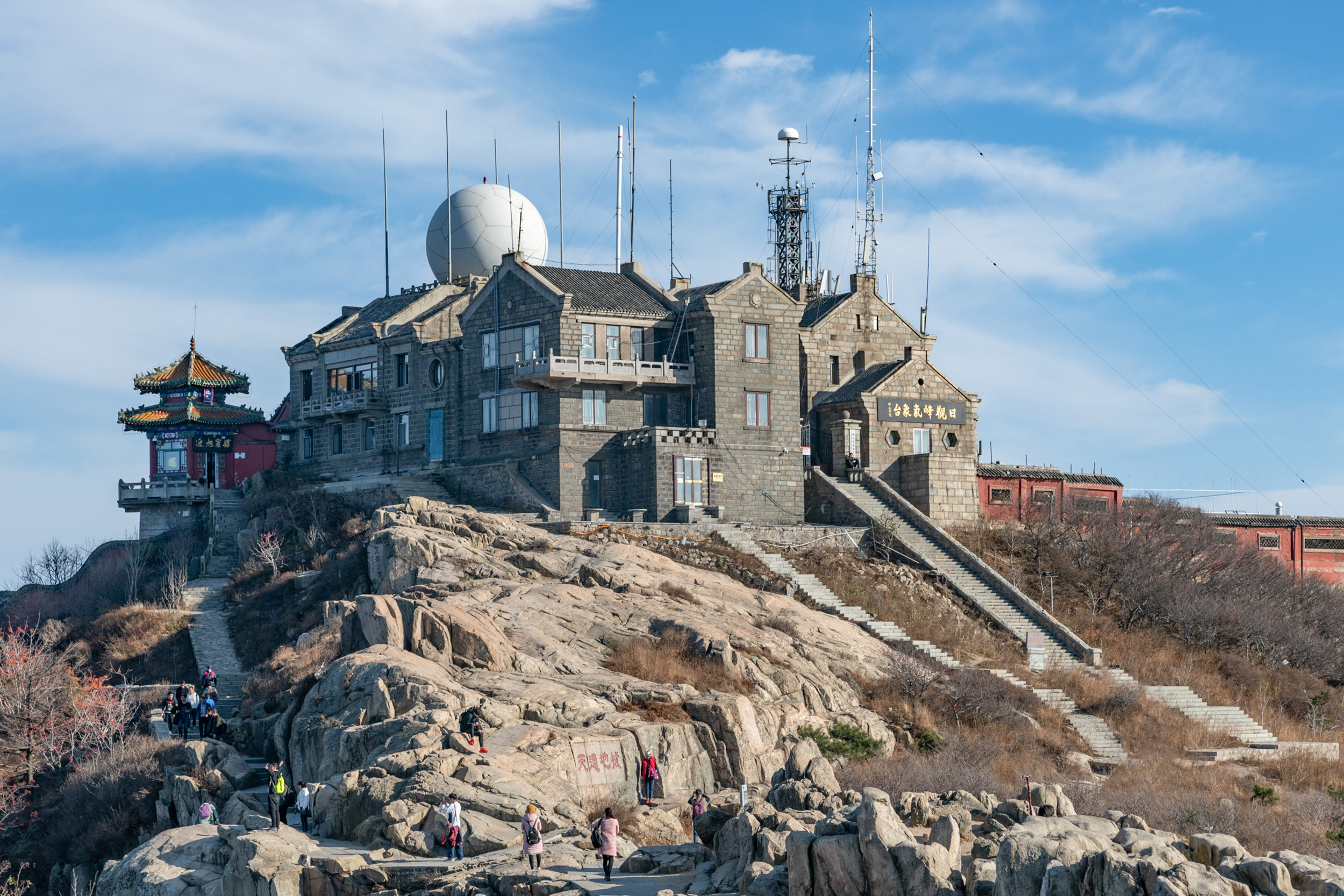
位于泰山日观峰的泰山气象站，于1935年建成。

气象站（英語：weather station）指为了取得气象资料而建成的觀測站，不少氣象站內設有氣壓計、溫度計及雨量計等被動式感應器來量度各種氣象要素，部份氣象站還設有地表及不同深度之土壤或地表溫度觀測、海水溫度觀測等儀器。風向和風速計一般要求周邊沒有或只有很少阻擋，而溫度和濕度計則要求遠離陽光和輻射源的照射。海上的氣象浮標和氣象觀測船可提供更多數據，如海水溫度、浪高和潮汐週期等。

## 儀器
一般的氣象站包括以下的儀器:
- 氣壓計
- 溫度計
- 濕度計
- 雨量計
- 風速計
- 風向標

### 氣象要素
一般氣象站測量的基本氣象要素包括溫度、濕度、風向、風速、氣壓和雨量；較精密者可提供能見度、太陽輻射量、日照時數、紫外線強度、雲量、土壤溫度、草溫、露，甚至是定期發放高空探測氣球以收集不同高度的氣象數據。

## 類型

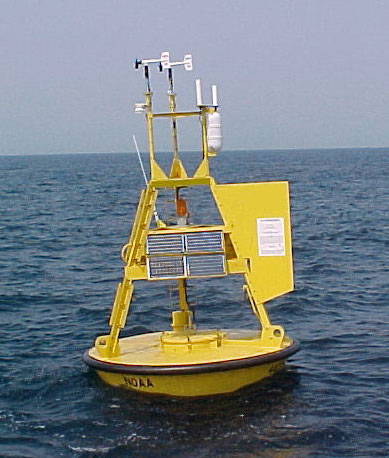
美國國家海洋和大氣管理局運作的氣象浮標

部份國家或地區因不同建制，區分了不同類型的氣象站，其大致類型如下：
- 气候观测站

細分为基准气候站、基本气候站、一般气候站、辅助气候站四种类型。
- 地表天气观测站

定时地面天气观测并实时发报，提供给天气分析预报使用。
- 高空观测站
- 高山气象站
- 航空气象观测站

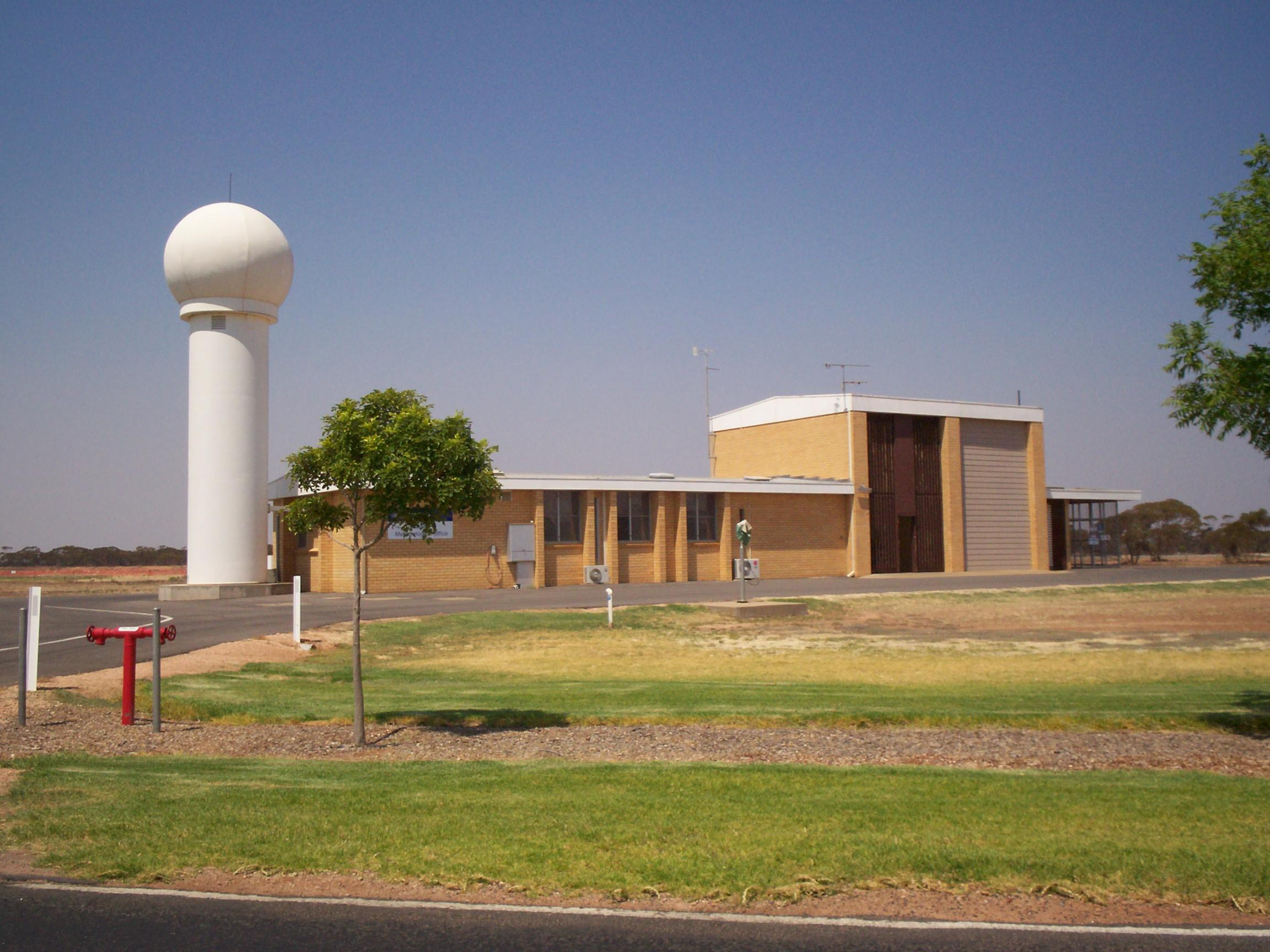
一座位於澳洲維多利亞米爾杜拉（Mildura）機場的氣象雷達站

主要提供军事和民用航空安全飞行所需要的航空天气预报和危险天气通报，大多数地面天气站和部分一般气候站承担其任务。航空氣象站常附帶有天氣雷達和能見度計。
- 农业气象观测站

觀測項目為平均氣溫、最高氣溫、最低氣溫、露點溫度、相對濕度、降雨量、平均風速、瞬間最大風速與風向、最多風向、日射量、日照、蒸發量、氣壓及地溫等。
- 太阳辐射观测站
- 天气雷达观测站
- 卫星云图接收站
- 大气本底及污染观测站
- 降水酸碱度分析站
- 自動氣象站

自動氣象站內所有感應儀器均裝置於鍍鋅防銹處理之圓柱管上，發射機、編碼機及電池等必要裝備皆安裝於密閉保護箱內
- 氣象浮標

## 外部連結
- Citizen Weather Observer Program （页面存档备份，存于）
- CWOP Weather Station Siting, Performance, and Data Quality Guide
- Initial Guidance to Obtain Representative Meteorological Observations at Urban Sites, by Tim R. Oke （页面存档备份，存于）
- International Weather Watchers Observer Handbook （页面存档备份，存于）
- NWS Cooperative Observer Program （页面存档备份，存于）
- NWS Observing Handbook No. 2: Cooperative Station Observations （页面存档备份，存于）